# デヴィッド・ジョンソン (サッカー選手)
- デービッド・ジョンソン
- デビッド・ジョンソン

デヴィッド・ジョンソン（David Edward Johnson、1951年10月23日 - 2022年11月23日）は、イングランド・リヴァプール出身の元サッカー選手で元指導者。元イングランド代表。現役時代のポジションはFW。

## 経歴
イングランド代表としては8試合に出場し6得点を挙げた。UEFA欧州選手権1980にも参加した。
1969年にエヴァートンFCでプロの選手としてのキャリアを始めた。その後イプスウィッチ・タウンFCを経て、1976-77年シーズンにリヴァプールFC移籍、1982年までプレーした。1979-80年シーズンには21得点を挙げ、フットボールリーグファーストディヴィジョンPFA年間ベストイレブンに選出された。イアン・ラッシュが頭角を現すと、次第にベンチスタートが多くなり、1982年にエヴァートンFCに復帰した。この間に通算213試合で78得点を挙げた。

## タイトル

### クラブ
リヴァプールFC
- UEFAチャンピオンズカップ : 1976-77,1977-78, 1980-81
- ファーストディヴィジョン : 1976-77，1978-79，1979-80, 1981-82,
- FAチャリティ・シールド : 1976, 1977, 1979, 1980,
- UEFAスーパーカップ : 1977
- フットボールリーグカップ : 1980-81, 1981-82

個人タイトル
- フットボールリーグファーストディヴィジョンPFA年間ベストイレブン : 1979-80
- イプスウィッチ・タウンFCの殿堂